# Larry David
Lawrence Gene David (Nova York, 2 de juliol de 1947) és un actor, productor, director i guionista nord-americà d'etnia jueva, guanyador del premi Emmy, i famós per haver estat el co-creador i guionista de la sèrie de televisió Seinfeld. És, a més, un dels més aclamats còmics dels Estats Units. Va començar la seva carrera com a monologuista, i passà després a escriure guions per a sèries televisives com Fridays de l'ABC Television Studio o el reeixit programa Saturday Night Live.

## Biografia
Durant la dècada de 1980 va conèixer als seus futurs companys de Seinfeld. A Fridays va conèixer Michael Richards (Kramer), i durant la seva temporada en Saturday Night Live a Julia Louis-Dreyfus (Elaine). El 1989, juntament amb un altre còmic de monòlegs, Jerry Seinfeld, van crear la sèrie de la NBC The Seinfeld Chronicles (després retallat el títol a Seinfeld), que ha estat un dels principals èxits televisius de la història dels Estats Units. La seva personalitat va ser, pel que sembla, la inspiració del personatge George Constance.
En la setena temporada, David va abandonar la sèrie, reincorporant-se novament dos anys després. Ha estat nominat 19 vegades als Premis Emmy, resultant guanyador en dues ocasions, una en la categoria de comèdia i una altra pel guió.
L'octubre de 1999, la cadena de cable HBO va estrenar un especial titulat Larry David: Curb your enthusiasm, al qual va seguir el llançament d'una sèrie de televisió titulada Curb Your Enthusiasm. El primer episodi d'aquesta sèrie va emetre's l'octubre del 2000.
Aquesta sèrie és una espècie de nova versió de Seinfeld, ja que ambdues presenten un argument entorn de la vida d'un còmic famós en clau de ficció. La sèrie, no obstant això i a diferència de Seinfeld, és improvisada. Els actors reben un breu resum del que serà l'escena i a partir d'aquí realitzen l'actuació amb espontaneïtat. Larry David apareix com una versió fictícia de si mateix, un multimilionari famós retirat que es relaciona socialment amb les persones del seu cercle proper de manera una miqueta peculiar i hilarant. Molts actors famosos han actuat com convidats en la sèrie com Ted Danson, Richard Lewis o Mary Steenburgen.

## Altres projectes
A part del seu treball en Seinfeld i en Curb Your Enthusiasm, David ha estat implicat en altres projectes per a cinema i televisió. El 1998 va escriure i va dirigir la pel·lícula Sour Grapes sobre dos cosins que viatgen a Atlantic City per jugar. La pel·lícula no va tenir èxit ni de crítica ni de taquilla. David va aparèixer breument en dues pel·lícules de Woody Allen: Dies de ràdio i Històries de Nova York i més tard, el 2009, va protagonitzar Si funciona... en la qual encarna a Boris Yellnikoff, alter ego del director novaiorquès. En ser les seves filles seguidores de la sèrie Hannah Montana, va aconseguir que apareguessin al costat d'ella en l'episodi My best friend's boyfriend.

## Premis
David va ser nominat el 2003 als Globus d'Or en la categoria de "Millor actor de sèrie de televisió musical o comèdia pel seu treball a Curb Your Enthusiasm". Va ser nominat per la mateixa sèrie i en la mateixa categoria el 2005 i 2006. Aquell mateix any, molts còmics el van votar i es va situar al lloc 23 de la llista dels millors cinquanta còmics que mai no hagin actuat. David va ser nominat, al seu torn, a un Emmy com a "Millor Actor". Es va especular amb la possibilitat que la sèrie seria cancel·lada després de la cinquena temporada, però al setembre de 2007, la HBO va estrenar la sisena temporada la nit dels diumenges, arribant fins a la vuitena temporada.